# Phanopathes
Phanopathes is een geslacht van neteldieren uit de klasse van de Anthozoa (bloemdieren).

## Soorten
- Phanopathes cancellata (Brook, 1889)
- Phanopathes expansa (Opresko & Cairns, 1992)
- Phanopathes rigida (Pourtalès, 1880)